# Denninger – Unter Haien
Unter Haien ist ein deutscher Fernsehfilm von Regisseur Matthias Tiefenbacher nach einem Drehbuch von Leo P. Ard aus dem Jahr 2003. Es handelt sich um den dritten Film der achtteiligen ZDF-Kriminalfilmreihe Denninger – Der Mallorcakrimi. In der Titelrolle ist erstmals Gregor Törzs zu sehen, der Bernhard Schir nach den ersten beiden Folgen ablöst. Eckhard Preuß in seiner Rolle als Schumann und Gerd Wameling als Max von Lahnstein sind als wiederkehrende Personen geblieben. Die Haupt-Gastrollen sind mit Esther Schweins, Jochen Nickel und Helmut Berger besetzt.

## Handlung
Kommissar Jo Denningers Onkel, Max von Lahnstein, sitzt im Gefängnis. Ihm wird zur Last gelegt, den Immobilienhändler Harald Giese in dessen Büro erschlagen zu haben. Denninger will die Unschuld seines Onkels beweisen und ermittelt gemeinsam mit seinem Kumpel Schumann. Die örtliche Polizei zeigt sich wenig erfreut von Denningers Einmischung. Wie erste Recherchen ergeben, plante Giese den Bau einer Seniorenresidenz und war dafür auf der Suche nach zahlungskräftigen Investoren, zu denen auch Denningers Onkel gehörte. Es sieht jedoch ganz so aus, als habe Giese nie vorgehabt, ein Bauprojekt dieser Größenordnung in Angriff zu nehmen, vielmehr ging es ihm nur darum, Investoren in die Irre zu führen und sich selbst zu bereichern. Als Gieses Geschäftspartnerin, Tina Braase, davon erfährt, zeigt sie sich sehr überrascht. Sie hilft Denninger dabei, die betrogenen Investoren zu finden, denn offensichtlich befindet sich unter diesen der Mörder. Auch der potentielle Investor Jakobi erscheint verdächtig, zumal dieser zur Gewalttätigkeit neigt und durch seine Aussage bei der Polizei von Lahnstein extrem belastet wird.
Offensichtlich hat der Mörder auch Gieses Safe geplündert und ca. 300.000 Euro erbeutet. Nachweislich war der Investor Rainer Scholten noch vor kurzem bei Giese in der Wohnung. Scholten gibt auch zu, den Nachmittag mit dem Mann verbracht zu haben, leugnet aber, etwas mit dem Mord zu tun zu haben. Dennoch wird er von der Polizei festgenommen. Denninger ist jedoch skeptisch, zumal er kurz nach Scholtens Festnahme Jakobi und Tina Braase gemeinsam feiern sieht, was beide für ihn verdächtig macht. Dies erklärt auch, warum Braase Denninger so bereitwillig helfen wollte, obwohl sie ihn doch kaum kannte.
Inzwischen flieht Scholten aus der Untersuchungshaft, weil er um jeden Preis seine Unschuld beweisen will. Für ihn überraschend bietet ihm Denninger seine Hilfe an, die so aussieht, dass sie Tina Braase eine Falle stellen wollen. Das gelingt und führt dazu, dass Denninger das bei Giese gestohlene Geld bei der Maklerin sicherstellen kann. Doch ist Braase cleverer als Denninger erwartet hat, denn sie überwältigt ihn und flieht mit dem Geld zu Jacobi. Dieser soll sie mit seinem Boot aufs Festland bringen. Mit Schumanns Hilfe folgt Denninger ihr und hindert sie an der weiteren Flucht. Nachdem er die Polizei verständigt hat, wird Tina Braase festgenommen. Sie allein war für die betrügerischen Investitionen verantwortlich. Als Harald Giese ihr auf die Schliche kam und sie zur Rede stellen wollte, erschlug sie ihn kurzerhand.

## Produktion

### Produktionsnotizen, Veröffentlichung
Produziert wurde der Film von der UFA Fernsehproduktion GmbH. Unter Haien wurde auf Mallorca und Umgebung gedreht. Am 14. Januar 2003 wurde der Film im ZDF erstausgestrahlt.

## Einschaltquote
Der Film wurde von 4,7 Millionen Zuschauern verfolgt, was einem Marktanteil von 15,9 % entsprach.